# Station Lathen
Station Lathen (Bahnhof Lathen) is een spoorwegstation in het Duitse dorp Lathen, in de deelstaat Nedersaksen. Het station ligt aan de spoorlijn Hamm - Emden en Lathen - Werlte.
Het station telt 2 perronsporen. Niet ver van het station ligt de testbaan van de Transrapid. Deze testbaan voor magneetzweeftreinen is op 31 december 2011 gesloten.

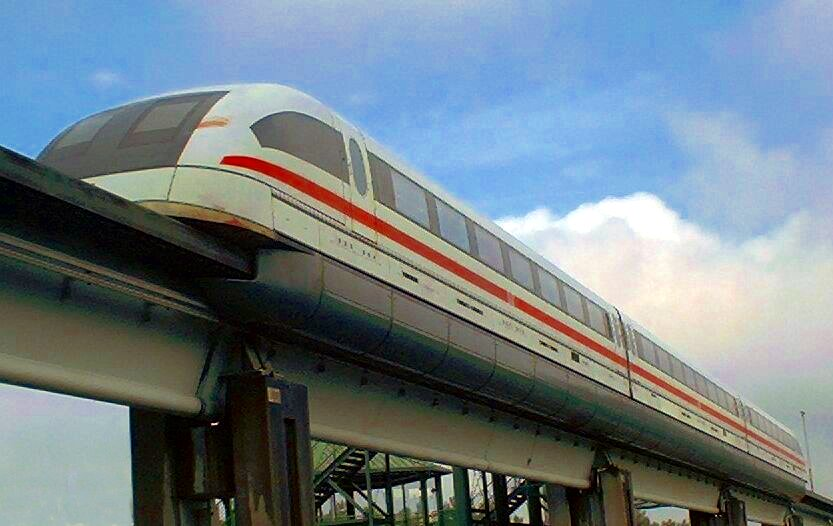
Transrapid op de testbaan niet ver van station Lathen

## Treinverbindingen
De volgende treinserie doet station Lathen aan:
| Serie | Treinsoort                       | Route | Bijzonderheden                                           |
| ----- | -------------------------------- | --- | -------------------------------------------------------- |
| RE 15 | Regional-Express (Westfalenbahn) | (Emden Außenhafen – ) Emden Hbf – Leer (Ostfriesl) – Papenburg (Ems) – Lathen – Meppen – Lingen (Ems) – Rheine – Münster (Westf) Hbf | Emsland-Express Enkele treinen van/naar Emden Außenhafen |